# Chaetocnema rufofemorata
Chaetocnema rufofemorata is een keversoort uit de familie bladkevers (Chrysomelidae). De wetenschappelijke naam van de soort werd in 1915 gepubliceerd door Maurice Pic.